# Myrsine sodiroana
Espèce
Synonymes
- Rapanea sodiroana Mez[2]

Statut de conservation UICN

 VU A4c : Vulnérable
Myrsine sodiroana est une espèce de plantes à fleurs de la famille des Primulaceae, endémique d'Équateur.

## Systématique
Le nom correct complet (avec auteur) de ce taxon est Myrsine sodiroana (Mez) Pipoly. L'espèce a été initialement classée dans le genre Rapanea sous le basionyme Rapanea sodiroana Mez.

## Publication originale
- Novon 2(4): 406. 1992.